# 2020年6月逝世人物列表
2020年逝世人物列表：1月 - 2月 - 3月 - 4月 - 5月 - 6月 - 7月 - 8月 - 9月 - 10月 - 11月 - 12月
2020年6月逝世人物列表，是用于汇总2020年6月期间逝世人物的列表。

## 依日期排序

### 30日
- 丹·希克斯（英语：Dan Hicks (actor)），68歲，美國演員。死於癌症。[1]
- 伊沃·巴纳茨（英语：Ivo Banac），73岁，克羅埃西亞政治人物，前國會議員（2003年－2008年）。[2]
- 瓦西里·叶廖明（俄語：Василий Ерёмин），77岁，俄罗斯海军上将，海军副总司令（1992年－1995年），库兹涅佐夫海军学院院长（1995年－2003年）。[3]
- 许瑞来，77岁，新加坡商人，成春农场第一代掌舵人。[4]
- 刘骁纯，79岁，中国美术理论家、批评家。[5]
- 肖碧莲，96岁，中国生殖内分泌专家，中国工程院院士。[6]
- 宋森，99岁，中国政治人物，原中共广西壮族自治区顾问委员会委员。[7]
- 刘清，104岁，中国政治人物，原第六机械工业部副部长。[8]
- 森繁（日语：もりしげ），日本漫畫家，代表作《花右京女侍隊》、《美少女學園》。[9]

### 29日
- 哈查鲁·洪德萨，34岁，埃塞俄比亚歌手。[10]
- 阿卜杜拉·阿尔·莫辛·乔杜里（英語：Abdullah Al Mohsin Chowdhury），57岁，孟加拉国政治人物，国防部长（2020年1月起），死於2019冠狀病毒病。[11]
- 张克孝，65岁，中国政治人物，重庆市公安局原副巡视员。[12]
- 李迪，70岁，中国小说家，著有《傍晚敲门的女人》等。[13]
- 薛瑞生，83岁，中国红学家，西北大学教授。[14]
- 孙韶，86岁，中国作曲家，西安交通大学、西北大学兼职教授。[15]
- 马里安·奥热霍夫斯基（波蘭語：Marian Orzechowski），88岁，波兰政治人物，前外交部长（1985年－1988年）。[16]
- 埃弗拉因·巴爾克羅（西班牙語：Efraín Barquero），89岁，智利诗人。[17]
- 李长久，91岁，中国政治人物，吉林省公安厅原厅长。[18]
- 強尼·曼德爾（英语：Johnny Mandel），94歲，美國作曲家。[19]
- 赵勇田，95岁，中国军旅作家，《解放军报》特约记者。[20]
- 卡爾·雷納（英語：Carl Reiner），98歲，美國喜劇演員，曾參與情境喜劇《迪克·范·戴克秀（英语：The Dick Van Dyke Show）》之編劇與演出。[21]

### 28日
- 比爾·菲爾德（英語：Bill Field），80歲，美國風琴師，死於中風和前列腺癌。[22]
- 马里安·奇绍夫斯基，40岁，斯洛伐克足球运动员。[23]
- 米米·索爾迪西克（英語：Mimi Soltysik），45岁，美国政治人物，美国社会党联席主席（2013年－2015年）。[24]
- 秦宝华，55岁，中国企业人物，华东建筑集团股份有限公司董事长。[25]
- 纳西尔·阿贾纳（英语：Nasir Ajanah），64歲，奈及利亞法官，科吉州首席法官（2014年起），死於2019冠狀病毒病。[26]
- 双金，86岁，中国政治人物，中共包头市委副书记（1986年－1993年）、包头市人大常委会原主任（1988年－1993年）。[27]
- 申纪兰，90岁，中国政治人物，第一至十三届全国人大代表，胃癌病逝。[28][29]
- 马德仁，95岁，中国石油工作者，大庆石油管理局原纪委书记。[30]
- ，99岁，中国演员，电影《烈火中永生》中江姐的扮演者。[31]

### 27日
- 钱丰，62岁，中国政治人物，安徽省黄山市公安局原副局长、党委原副书记，坠楼身亡。[32]
- 皮特·卡爾（英语：Pete Carr），70歲，美國錄音室吉他手，為馬斯爾肖爾斯節奏聲部樂團（英语：Muscle Shoals Rhythm Section）的成員。[33]
- 王乃耀，72岁，中国历史学家，首都师范大学教授。[34]
- 伊利亚·佩特科维奇，74岁，塞尔维亚前足球运动员，曾任上海申花主教练。死於2019冠状病毒病。[35]
- 安东尼奥·昆科（英语：Antonio Cuenco），84歲，菲律賓政治人物，眾議員（1965–1969, 1987–1998, 2001–2010）。死於2019冠狀病毒病。[36]
- 刘继韩，84岁，中国地理学家，北京大学城市与环境学院教授。[37]
- 怀国模，87岁，中国国防工业人物，国防科工委原副主任。[38]
- 梁彦德，88岁，中国政治人物，黑龙江省哈尔滨市总工会主席（1973年－1986年），第六届全国政协委员（1983年－1988年）。[39]
- 琳达·克里斯塔尔（西班牙語：Linda Cristal），89岁，阿根廷女演员。[40]
- 贝莱德·阿卜杜勒-萨拉姆（阿拉伯語：بلعيد عبد السلام），91岁，阿尔及利亚政治人物，前总理（1992年－1993年）。[41]
- 杜米特鲁·科默内斯库（羅馬尼亞語：Dumitru Comănescu），111歲，羅馬尼亞人，男性世界第二最長壽者（自2020年起）。[42]

### 26日
- 胡嘉嘉，41歲，台灣名媛，前台南縣縣長胡龍寶孫女，猝死。[43]
- 凯利·阿斯博瑞（英語：Kelly Asbury），60歲，美國導演，代表作《史瑞克2》。[44]
- 埃梅斯·宾纳（英语：Hermes Binner），77歲，阿根廷政治人物，前聖大非省省長（2007年－2011年）、罗萨里奥市長（1995年－2003年），死於肺炎。[45]
- 穆纳瓦尔·哈桑（英语：Syed Munawar Hasan），79歲，巴基斯坦政治人物，巴基斯坦伊斯兰大会党（英语：Jamaat-e-Islami Pakistan）主席（2009年－2014年），死於2019冠狀病毒病。[46]
- 詹姆斯·鄧恩（英語：James Dunn），80岁，英国神学家。[47]
- 唐逸民，83岁，中国海洋渔业专家，原浙江水产学院院长。[48]
- 威廉·内格里（義大利語：William Negri），84岁，意大利职业足球运动员。[49]
- 金裕松，84岁，中国政治人物，杭州市政协原副主席。[50]
- 秦寿生，86岁，中国英语教育家，哈尔滨工业大学教授。[51]
- 丛林，93岁，中国编辑，原天津日报副总编辑、天津市新闻出版管理局副局长。[52]
- 毛乃舜，96岁，中国政治人物，新疆生产建设兵团原副司令员。[53]
- 陈佩秋，97岁，中国书画家。[54]
- 陈有德，101岁，中国老红军。[55]

### 25日
- 帕帕莱奥·帕埃斯（英语：Papaléo Paes），67歲，巴西政治人物，聯邦參議員（2003年－2011年）、阿馬帕州副州長（2015年－2018年），死於2019冠狀病毒病。[56]
- 阿比奥拉·阿吉莫比（英語：Abiola Ajimobi），70歲，奈及利亞政治人物，前參議員（2004年－2007年）、奥约州州長（2011年－2019年），死於2019冠狀病毒病。[57]
- 富强，70岁，中国商人，前中华工商时报社社长，死於突发性心梗。[58]
- 李天岩，75岁，美籍华裔数学家，密歇根州立大学教授。[59]
- 帕特里斯·热拉尔（法語：Patrice Gélard），81岁，法国政治人物，前参议员（1995年－2014年）、圣阿德雷斯市长（2008年－2014年）。[60]
- 刘广宁，81岁，中国上海电影译制厂配音演员，一级演员。[61]
- 陈肇元，88岁，中国土木工程和防护工程专家，清华大学原土木工程系主任，中国工程院院士。[62]
- 吴和，92岁，捷克汉学家，布拉格查理大学教授。[63]
- 关广岳，96岁，中国地质学家，原东北工学院副院长。[64]
- 李青，101岁，中国政治人物，原国家测绘总局副局长（1979年－1982年）。[65]

### 24日
- 穆罕默德·亚辛·穆罕默德（阿拉伯語：محمد ياسين محمد），57歲，伊拉克舉重運動員，死於2019冠狀病毒病。[66]
- 连石磊，72岁，台灣政治人物，中華保釣協會发言人。[67]
- 陳定信，76歲，台灣醫學家、中央研究院第19屆院士，長年從事肝病研究，有「台灣肝帝」之稱。[68]
- 辛勤，81岁，中国化学家，中国科学院大连化学物理研究所研究员。[69]
- 戴维·麦克伦南（英語：David MacLennan），82岁，加拿大生化学家。[70]
- 严端，85岁，中国刑事诉讼法学家，中国政法大学教授。[71]
- 黄毓礼，87岁，中国材料科学家，北京化工大学教授，中国感光学会原副理事长。[72]
- 宋学思，91岁，中国政治人物，原江西省测绘地理信息局副局长。[73]
- 阿尔弗雷多·比昂迪（義大利語：Alfredo Biondi），91歲，意大利政治人物，前司法部长（1994年－1995年）、环境部长（1983年－1984年）。[74]
- 万庚育，98岁，中国敦煌学者，敦煌研究院美术研究所研究馆员。[75]
- 马杰，101岁，中国政治人物，原广西壮族自治区国防科学技术工业办公室督导员。[76]
- 韩灿如，107岁，中国抗日战争老兵。[77]

### 23日
- 戴宜，44岁，中国法官，苏州工业园区人民法院民事审判第二庭庭长。[78]
- 吕秀明，48岁，中国天主教吉林教区神父。[79]
- 黄严庆，58岁，马来西亚华裔企业家，家胜集团创办人。[80]
- 薛铁鹰，66岁，中国信息处理专家，北京农业职业学院信息技术系原主任。[81]
- 蔡柱國，74岁，台湾法学家，日本白鸥大学名誉教授。[82]
- 李德海，78岁，中国政治人物，福建省人大常委会原副秘书长。[83]
- 金铮，83岁，中国医学教育家，哈尔滨医科大学原校长。[84]
- 高新华，98岁，中国政治人物，原核工业部党组纪检组组长。[85]
- 赵仁宽，100岁，中国老红军，原遂宁丝厂副厂长。[86]
- 让-米歇尔·博坎巴-扬古马（英语：Jean-Michel Bokamba-Yangouma），年齡不詳，剛果共和國政治人物，剛果工會聯合會（英语：Congolese Trade Union Confederation）總書記（1974年－1997年），死於2019冠狀病毒病。[87]

### 22日
- 皮耶里诺·普拉蒂（義大利語：Pierino Prati），73岁，意大利足球运动员。[88]
- 储瑞耕，75岁，中国记者，《河北日报》高级编辑，全国五一劳动奖章获得者。[89]
- 宁铿，76岁，中国政治人物，广西壮族自治区北海市政协原主席。[90]
- 李振盛，79歲，中國攝影記者。（訃告公開日期）[91]
- 喬·舒馬赫（英語：Joel Schumacher），80歲，美國導演、編劇和製片人，癌症過世。[92]
- 唐全超，83岁，中国政治人物，遂宁市人大常委会原副主任。[93]
- 龚书明，88岁，中国军队卫生专家，原第四军医大学预防医学系营养与食品卫生学教研室教授。[94]
- 郭敬亭，91岁，中国军事教育家，原第二炮兵学院院长。[95]
- 张兰生，91岁，中国地理学家，北京师范大学教授。[96]
- 许伟，92岁，中国企业人物，原中国林业机械公司经理（1984年－1988年）。[97]
- 刘传坤，93岁，中国编辑，飞天杂志社编辑部原编审。[98]
- 陳餘生（英語：Gaylord Chan），95歲，香港藝術家。[99]
- 赵予征，97岁，中国政治人物，新疆生产建设兵团原副政委。[100]
- 姚毅夫，101岁，中国政治人物，前徐州地区公安处副处长。[101]

### 21日
- 博巴娜·韦利奇科维奇，30岁，塞尔维亚射击运动员，死於难产。[102]
- 邓勇，32岁，中国材料学者，成都理工大学能源学院教师，亚利桑那州立大学访问学者，死于2019冠状病毒病。[103]
- 肯·斯诺（英语：Ken Snow），50歲，美國足球運動員，死於2019冠狀病毒病。[104]
- 艾哈迈德·拉迪（英语：Ahmed Radhi），56岁，伊拉克前足球运动员、1988年亚洲足球先生，死于2019冠状病毒病。[105]
- 张英泉，73岁，中国男高音歌唱家，首都女子合唱团创建人。[106]
- 帕斯卡尔·克莱芒（法語：Pascal Clément），75岁，法国政治人物，前司法部长（2005年－2007年）。[107]
- 塔利布·乔哈里（英语：Talib Jauhari），80歲，巴基斯坦伊斯蘭學者，死於2019冠狀病毒病。[46]
- 伊戈尔·米先科（俄語：Игорь Мищенко），82岁，俄罗斯石油工作者，俄罗斯国立石油天然气大学教授。[108]
- 吴秉铨，90岁，中国病理学家，北京大学医学部基础医学院教授。[109]
- 温业湛，91岁，中国政治人物、外交官，外交部原副部长（1982年－1984年），前驻埃及、朝鲜、加拿大大使，宋庆龄基金会原副主席（1996年－2001年）。[110]
- 鲍里斯·戈洛韦茨（俄語：Борис Головец），92岁，苏联政治人物，前苏共罗斯托夫市委第一书记（1973年－1984年）。[111]
- 王志文，98岁，中国军事人物，原兰州军区副参谋长兼作战部部长。[112]
- 巴林特·捷尔吉（英语：György Bálint），100歲，匈牙利園藝家、政治人物，國民議會議員（1994年－1998年），死於2019冠狀病毒病。[113]
- 贝尔纳迪诺·皮涅拉（英语：Bernardino Piñera），104歲，西班牙天主教教士，木科教區主教（1960年－1977年）、拉塞雷納總教區總主教（1983年－1990年），死於2019冠狀病毒病。[114]

### 20日
- 陆善真，63岁，中國體操運動員，前中国体操女队主教练。[115]
- 穆夫蒂·穆罕默德·纳伊姆（英语：Mufti Muhammad Naeem），64歲，巴基斯坦伊斯蘭學者，死於2019冠狀病毒病。[46]
- 谢尔盖·科尔米洛夫（俄語：Сергей Кормилов），69岁，俄罗斯文学史家，莫斯科国立大学教授。[116]
- 田镛，81岁，中国工笔花鸟画家，北京画院画家。[117]
- 卡迈勒·洛哈尼（英语：Kamal Lohani），85歲，孟加拉國記者，死於2019冠狀病毒病。[118]

### 19日
- 卡洛斯·魯依斯·薩豐（西班牙語：Carlos Ruiz Zafón），55岁，西班牙小说家，代表作《風之影》等。[119]
- 凱倫·布里吉（英語：Karen Bridge），60岁，英格兰羽毛球运动员。[120]
- 刘晓，72岁，中国政治人物，青海省人大常委会原副主任。[121]
- 趙海一（韓語：조해일），79歲，韓國作家。[122]
- 邹逸麟，84岁，中国历史地理学家，复旦大学历史地理研究所教授。[123]
- 孙长江，86岁，中國學者，首都师范大学离休干部、政法学院教授，《实践是检验真理的唯一标准》撰稿人之一。[124]
- 伊恩·荷姆爵士（英語：Sir Ian Holm），88歲，英國演員（《異形》、《烈火戰車》、《魔戒》），英國電影學院獎最佳男配角（1981年）。死於柏金遜症併發症。[125]
- 刘瑛，89岁，中国政治人物，中国政治人物，遂宁市人大常委会原副主任。[126]
- 诺埃尔·范德诺特（法語：Noël Vandernotte），96岁，法国男子赛艇运动员。[127]
- 戴维·珀尔曼（英語：David Perlman），101岁，美国科学记者，《旧金山纪事报》编辑。[128]
- 寇琼波，104岁，中国政治人物，曾任四川省政协副秘书长、省级统战学习班领导小组副组长兼政工组组长及李维汉秘书。[129]

### 18日
- 拜奈代克·蒂博尔（匈牙利語：Benedek Tibor），47岁，匈牙利水球运动员。[130]
- 黄启荣，57岁，中国政治人物，福建省莆田市秀屿区人大常委会主任。[131]
- 米哈伊尔·伊格纳季耶夫（俄語：Михаил Игнатьев），58歲，俄羅斯楚瓦什共和國首腦（2010年－2020年），死於2019冠狀病毒病。[132]
- 安蘭莊，61歲，台灣書法家、前學生運動領袖，死於卵巢癌復發。[133]
- 谢尔盖·赫鲁晓夫（俄語：Сергей Хрущёв），84岁，美籍俄裔机械工程师、国际关系学者，前苏联领导人尼基塔·赫鲁晓夫之子。[134]
- 田广远，84岁，中国政治人物，原中共聊城地委党校校长。[135]
- 冯特君，87岁，中国国际政治学者，中国人民大学国际关系学院教授。[136]
- 颜逸明，88岁，中国方言学者，上海市语文学会原副会长。[137]
- 王成乐，90岁，中国政法工作者，原安徽省高级人民法院院长。[138]
- 张晓华，91岁，中国肝胆外科专家，原第二军医大学第一附属医院主任医师、教授。[139]
- 张忠，92岁，中国编辑，中国美术家协会《美术》编辑部副主任。[140]
- 尤勒斯·塞德尼（英语：Jules Sedney），97歲，蘇利南經濟學家、政治人物，前總理（1969年－1973年）、苏里南中央银行行長（1980年－1983年）。[141]
- 薇拉·琳恩女爵士（英語：Dame Vera Lynn），103歲，英國女歌手、流行曲作家和女演員。[142]

### 17日
- 冯力军，55岁，中国政治人物，司法部政治部主任。（讣告公开日期）[143]
- 丹·福斯特（英语：Dan Foster (DJ)），61岁，美國電臺DJ，死於2019冠狀病毒病。[144]
- 林天宝，81岁，中国电气工程专家，原武汉水利电力大学副校长。[145]
- 卡尔帕蒂·哲尔吉（匈牙利語：Kárpáti György），84岁，匈牙利水球运动员。[146]
- 戈登·霍华德·鲍尔（英語：Gordon Howard Bower），87岁，美国认知心理学家。[147]
- 珍妮·肯尼迪·史密斯（英語：Jean Kennedy Smith），92岁，美国外交官，前驻爱尔兰共和国大使（1993年－1998年）。已故前總統約翰甘迺迪（John F. Kennedy）胞妹。[148]
- 章人英，106岁，中国社会学家，华东政法大学社会学教授。[149]

### 16日
- 金貞桓（韓語：김정환），藝名Yohan（韓語：요한），28歲，韓國歌手，韓國男團TST成員。[150]
- 约翰·麦迪甘（英語：John Madigan），53岁，澳洲政治人物，前参议院议员（2011年－2016年）。[151]
- 哈里鲍·贾瓦勒（英语：Haribhau Jawale），66歲，印度人民院議員（2009年－2019年），死於2019冠狀病毒病。[152]
- 保利尼奥·帕亚坎（英语：Paulinho Paiakan），67歲，巴西卡亚波族（英语：Kayapo）酋长，死於2019冠狀病毒病。[153]
- 阮雲道，76歲，香港法官，刑事檢控專員（1994年－1997年）、高等法院原訟庭法官（1998年－2008年）。[154]
- 张耕，77岁，中国企业人物，北京兴东方实业有限责任公司原党委书记。[155]
- 费德里科·科里恩特·科尔多瓦（西班牙語：Federico Corriente Córdoba），79岁，西班牙语言学家，皇家语言学院院士。[156]
- 张祖渠，81岁，中国作家，晨光出版社原副编审。[157]
- 查爾斯·韋伯（英语：Charles Webb (author)），81歲，美國小說家，著名作品如1963年小說《畢業生（英语：The Graduate (novel)）》。[158]
- 欧塞维奥·贝莱斯（西班牙語：Eusebio Vélez），85岁，西班牙自行车运动员。[159]
- 爱德华多·许寰哥（西班牙語：Eduardo Cojuangco），85岁，菲律宾政治人物，众议院议员（1969年－1972年）。[160]
- 五岛勉（日語：五島 勉），90岁，日本作家。[161]
- 胡安·弗洛雷亚尔·雷卡瓦伦（西班牙語：Juan Floreal Recabarren），93岁，智利政治人物，前众议院议员（1969年－1973年），安托法加斯塔市长。[162]
- 陈洪昇，94岁，中国政治人物，浙江省温州市人民防空办公室原主任。[163]
- 丁瑜，94岁，中国古籍保护工作专家，国家图书馆研究馆员。[164]

### 15日
- 贝丝·C·莱文（英語：Beth Cindy Levine），60岁，美国微生物学家。[165]
- 阿德巴约·奥西诺沃（英语：Adebayo Osinowo），64歲，尼日利亚政治人物、商人，參議員（2019年起），死於2019冠狀病毒病。[166]
- 雷纳托·德·热苏斯（英语：Renato de Jesus），67歲，巴西政治人物，里約熱內盧立法議會議員（1995年－2011年），死於2019冠狀病毒病。[167]
- 巴达尔·乌丁·艾哈迈德·卡姆兰（英语：Badar Uddin Ahmed Kamran），69歲，孟加拉國政治人物，錫爾赫特市市長（2003年－2013年），死於2019冠狀病毒病。[168]
- 朱利奥·焦雷洛（英语：Giulio Giorello），75歲，義大利哲學家，死於2019冠狀病毒病。[169]
- 若泽·任蒂尔·罗萨（英语：José Gentil Rosa），80歲，巴西政治人物，馬拉尼昂州立法議會議員（1987年－1991年、1995年－1999年、2019年起），死於2019冠狀病毒病。[170]
- 冯蕙，89岁，中国历史学家，原中共中央文献研究室室务委员、编审。[171]
- 安德烈·沃罗比约夫（俄語：Андрей Воробьёв），91岁，俄罗斯血液学家，前卫生部长（1991年－1992年）。[172]
- 桑托什·巴布（英語：Santosh Babu），37岁，印度陆军上校，印军比哈爾團第16营营长。被中国人民解放军从悬崖推下，坠崖而死[173]。
- 陈红军（33岁）、陈祥榕（18岁）、肖思远（23岁）、王焯冉（23岁），中国人民解放军军人，在2020年6月中印加勒万河谷冲突中阵亡。

### 14日
- 露丝·杜亚迪（法語：Luce Douady），16歲，法國運動員，登山協會少女攀岩運動員，失足跌落喪命。[174]
- 苏萨·辛格·拉其普特，34岁，印度宝莱坞演员，自杀。[175]
- 戴君，57岁，中国机械工程专家，西安文理学院机械与材料工程学院原院长。[176]
- 皮埃尔·伦比·奥孔戈（英语：Pierre Lumbi），70歲，剛果共和國政治人物，外交部長（1992年－1993年）、參議員（2016年起），死於2019冠狀病毒病。[177]
- 阿云嘎，73岁，中国作家，内蒙古自治区文学艺术界联合会原主席。[178]
- 阿罗多·罗达斯（英语：Haroldo Rodas），74歲，瓜地馬拉外交官、政治人物，外交部長（2008年－2012年），死於2019冠狀病毒病。[179]
- 阿龙·帕迪利亚·古铁雷斯（西班牙語：Aarón Padilla Gutiérrez），77歲，墨西哥足球運動員，死於2019冠狀病毒病。[180]
- 李华青，82岁，中国政治人物，原中共抚州地委宣传部长。[181]
- 潘凤霞，87岁，中国赣剧表演艺术家。[182]
- 拉杰·莫汉·沃赫拉（英语：Raj Mohan Vohra），88歲，印度陸軍中將，死於2019冠狀病毒病。[183]
- 李景隆，90岁，中国教育工作者，哈尔滨工业大学图书馆原副馆长。[184]
- 石克义，96岁，毛南族中国驻印远征军抗日老兵。[185]
- 王光增，97岁，中国军事人物，原南疆军区政治委员。[186]
- 埃尔莎·朱伯特（英语：Elsa Joubert），97歲，南非作家，死於2019冠狀病毒病。[187]
- 李登才，102岁，中国军事人物，原云南省军区后勤部副部长。[188]
- 陶菲克·亚西里（英语：Tawfiq al-Yasiri），伊拉克政治人物，死於2019冠狀病毒病。[189]

### 13日
- 鄭文通，55歲，臺灣死刑犯，2003年殺害妻兒，2006年死刑定讞但未執行，死於急性腎衰竭及大腸癌。[190]
- 姚荣涛，71岁，中国法学家，复旦大学教授。[191]
- 穆罕默德·纳西姆（英语：Mohammed Nasim），72歲，孟加拉國政治人物，國民議會議員（1986年－1987年、1991年－2006年、2014年起）、内政部長（1999年－2001年）、衛生部長（2014年－2019年）。死於中風。[192]
- 谢赫·穆罕默德·阿卜杜拉，74歲，孟加拉國政治人物，地區事務部長（2019年起），死於2019冠狀病毒病。[193]
- 埃登·帕斯托拉（英语：Edén Pastora），83歲，尼加拉瓜革命家、政治人物，死於2019冠狀病毒病。[194]
- 迪克·加尔梅克（英語：Dick Garmaker），87岁，美国篮球运动员。[195]

### 12日
- 阿里·哈迪·穆赫辛（英语：Ali Hadi Mohsin），53歲，伊拉克足球運動員，死於2019冠狀病毒病。[196]
- 李剑明，57岁，美籍华裔心血管病专家，明尼苏达大学教授。[197]
- 谈臻，66岁，中国律师，曾长期为侵华日军南京大屠杀幸存者提供法律援助。[198]
- 鲍里斯·亚茨克维奇（俄語：Борис Яцкевич），72岁，俄罗斯地质学家，前自然资源部部长（1999年－2001年）。[199]
- 吴元炜，85岁，中国空气调节工程师，中国建筑科学研究院原副院长。[200]
- 刘承柳，87岁，中国植物学家，华中农业大学教授。[201]
- 陈应时，87岁，中国音乐史学家，上海音乐学院教授。[202]
- 吴士清，90岁，中国政治人物，原上海市邮电管理局办公室主任。[203]
- 阿南德·莫汉·祖特什·古尔扎·德拉维（英语：Anand Mohan Zutshi Gulzar Dehlvi），93歲，印度烏爾都語詩人。[204]
- 戴纯，94岁，中国政治人物，原中国人民保险公司安徽省分公司总经理，安徽省保险学会会长。[205]
- 车平路，100岁，中国军事人物，原总参谋部机要局副局长。[206]

### 11日
- 埃馬紐埃爾·伊索澤-恩貢戴（法語：Emmanuel Issoze-Ngondet），59歲，加彭政治人物，前總理（2016年－2019年）、外交部長（2012年－2016年）。死於哮喘。[207]
- 陈执经，68岁，中国武术家，陈氏太极拳小架传承人。[208]
- 孙六合，82岁，中国中医师，原河南中医学院教授。[209]
- 服部克久（日語：服部 克久），83岁，日本作曲家。[210]
- 郑守淇，92岁，中国计算机科学家，西安交通大学教授。[211]
- 孙尚恩，94岁，中国天主教神父，北京市天主教爱国会副主席（1985年－2014年），北京天主教神哲学院副院长（1981年－2001年）。[212]
- 唐觉，103岁，中国昆虫学家，浙江农业大学教授。[213]

### 10日
- 叶志良，47岁，中国政治人物，广州市花都区原区长。[214]
- 高如斌，51岁，中国政治人物，安徽省马鞍山广播电视台副台长。[215]
- 黄巍，52岁，中国企业家，博纳影业集团副总裁，坠楼身亡。[216]
- J·安巴拉干（英语：J. Anbazhagan），62歲，印度政治人物，坦米爾納杜邦議會議員（2001年－2006年、2011年起）。死於2019冠狀病毒病。[217]
- 汉斯·切斯拉尔奇克（德語：Hans Cieslarczyk），83岁，德国足球运动员。[218]
- 吴素琴，88岁，中国演员，原北京电影制片厂演员剧团团长。[219]
- 有林，91岁，中国马克思主义经济学家，求是杂志社原总编辑，第七、八届全国人大代表。[220]
- 张行言，93岁，中国园林花卉专家，中国花卉协会荷花分会顾问。[221]

### 9日
- 西蒙·亨肖（英語：Simon Henshaw），59岁，美国外交官，驻几内亚大使（2019年起）。[222]
- 曾胡，69岁，中国翻译家、诗人，简体中文版译者。[223]
- 金昌燮（韓語：김창섭），74岁，朝鲜政治人物，国家安全保卫部政治局局长（2009年起）。[224]
- 天文，72岁，中国戏剧家，吉林省文联原副主席，吉林艺术学院原副院长。[225]
- 宗康·昂旺华旦丹贝坚赞，77岁，中国政治及宗教人物，青海省政协原副主席，青海省佛教协会名誉会长，第十三世宗康活佛。[226]
- 易亚特，81岁，中国政治人物，江西省萍乡市人大常委会原副主任。[227]
- 邱德荣，85岁，中国政治人物，西藏自治区原广播电视厅副厅长。[228]
- 包文风，89岁，中国政治人物，内蒙古自治区总工会原副主席。[229]
- 梁伯权，89岁，中国摄影记者，南方日报原摄影部主任。[230]
- 吉进智，89岁，中国报业人物，原海南日报社机关党委副书记。[231]
- 杨维骏，98岁，中国政治人物，云南省政协原副主席。[232]
- 王定國，108歲，中国工农红军女战士，谢觉哉夫人，第五、六、七屆全國政協委員。[233]

### 8日
- 皮埃尔·恩库伦齐扎（法語：Pierre Nkurunziza），55岁，布隆迪政治人物，总统（2005年起）。[234][235]
- 邦妮·波因特（英语：Bonnie Pointer），69歲，美國女歌手，組合指針姊妹（英语：The Pointer Sisters）的成員，心臟驟停。[236]
- 斯特凡·沃德尼恰罗夫（英语：Stefan Vodenicharov），75歲，保加利亞學者，保加利亞科學院院長（2012年－2016年）、教育部長（2013年）。[237]
- 托尼·邓恩（英語：Tony Dunne），78岁，爱尔兰足球运动员。[238]
- 杨新龙，79岁，中国政治人物，西藏自治区人大常委会原副秘书长。[239]
- 沈完求（韓語：심완구），81岁，韩国政治人物，前蔚山广域市市长（1997年－2002年）。[240]
- 肖惠芳，86岁，中国表演艺术家，湖北省话剧团演员。[241]
- 曼纽埃尔·费尔格雷斯（英语：Manuel Felguérez），91歲，墨西哥抽象藝術家，死於2019冠狀病毒病。[242]
- 罗小未，94岁，中国建筑学家，同济大学教授。[243]
- 尼古拉斯·卡明斯（英語：Nicholas Cummings），95岁，美国心理师，美国心理学会会长（1979年－1980年）。[244]

### 7日
- 弗朗西斯科·门多萨·塔沃亚达（西班牙语：Francisco Mendoza Taboada），71岁，西班牙商人，主席（2001年－2010年）。[245]
- 毛罗特·彼得（匈牙利語：Marót Péter），75岁，匈牙利击剑运动员。[246]
- 范德铨，83岁，中国政治人物，浙江省乐清市原副市长。[247]
- 刘爱琴，92岁，中国政治人物，原中国人民警官大学外语系俄语副教授，刘少奇长女。[248]

### 6日
- 拉马丹·沙拉赫（阿拉伯語：رمضان شلح），62岁，巴勒斯坦伊斯兰圣战组织领导人。[249]
- 許崑源，63歲，臺灣政治人物，高雄市議會議長（2018年起），墜樓自殺身亡。[250][251]
- 李道民，77岁，中国政治人物，河南省高级人民法院原院长（1996年－2008年）。[252]
- 京特·黑希特（德語：Günther Hecht），82岁，德国工程物理学家，开姆尼茨工业大学原校长（1991年－1997年）。[253]
- 姜淑卿，82岁，中国教育管理工作者，原大庆石油学院党委书记。[254]
- 李康宁，83岁，中国政治人物，中共新疆维吾尔自治区党委宣传部原部长。[255]
- 庄兴稼，89岁，中国工业自动化专家，原抚顺石油学院自动化系主任。[256]
- 寺前巖（日语：寺前巌），94歲，日本政治人物，前眾議院議員（1969年－1983年、1986年－2000年）。[257]

### 5日
- 孙仕柱，45岁，中国政治人物，中共北京市委组织部副部长、市公务员局局长。[258]
- 强，53岁，中国政治人物，中共常州市纪委副书记、常州市监察委员会副主任。[259]
- 库尔特·托马斯（英語：Kurt Thomas），64歲，美國奧林匹克體操運動員，世上首位在世界競技體操錦標賽上獲得金牌的美國男體操運動員，死於中風。[260]
- 威廉·克劳斯（英语：Vilhelm Kraus），71歲，保加利亞政治人物，交通部長（1997年－1999年）。[261]
- 许四海，74岁，中国紫砂壶艺术大师，收藏家。[262]
- 弗拉基米尔·索斯诺夫斯基（俄語：Владимир Сосновский），80岁，俄罗斯教育家，前阿尔马维尔国立师范大学校长（1987年－2009年）。[263]
- 伊日·哈纳克（捷克語：Jiří Hanák），82歲，捷克記者、持不同政見者，七七憲章的簽署人之一。[264]
- 卡洛斯·莱萨（葡萄牙語：Carlos Lessa），83岁，巴西经济学家，里约热内卢联邦大学校长（2002年－2003年），死于2019冠状病毒病并发症。[265]
- 伊藤敬子（日语：伊藤敬子 (俳人)），85歲，日本俳句詩人。[266]
- 橫田滋（日语：横田滋），87歲，日本人，北朝鮮綁架被害者家族聯絡會（日语：北朝鮮による拉致被害者家族連絡会）代表，被朝鮮綁架者橫田惠之父。[267]
- 蒋益洲，88岁，中国教育家，原江苏工学院成人教育学院院长。[268]
- 柯錫，90歲，臺灣攝影師，「臺灣現代攝影第一人」。[269]
- 张正芳，91岁，中国京剧表演艺术家，中国戏曲学院教授。[270]
- 川崎富作（日語：川崎 富作），95歲，日本醫師，川崎氏病的發現者。[271]
- 杨克，96岁，中国军事人物，原山西省军区顾问。[272]

### 4日
- 谢铮，41岁，中国公共卫生工作者，北京大学公共卫生学院全球卫生学系副主任、副教授。[273]
- 法比亚纳·阿纳斯塔西奥（英语：Fabiana Anastácio），45歲，巴西歌手，死於2019冠狀病毒病。[274]
- 李增文，67歲，臺灣人，臺鐵嘉義車站刺警命案中被刺身亡警員李承翰的父親，因胃出血去世。[275]
- 王孝成，73岁，中国政治人物，原南京人口管理干部学院基础部主任。[276]
- 文谟统，78岁，中国企业人物，四川川环科技股份有限公司董事长兼法定代表人。[277]
- 李西安，83岁，中国作曲家、音乐理论家，中国音乐学院原院长。[278]
- 唐·舒茲（英語：Don Schultz），86岁，美国市场营销学家。[279]
- 林逸，87岁，中国政治人物，福建省政协原副主席、民进福建省委原主委。[280]
- 张巨惠，88岁，中国军事人物，原广东省军区司令员。[281]
- 杜尔塞·努内斯（英语：Dulce Nunes），90歲，巴西女演員、原創歌手，死於2019冠狀病毒病。[282]
- 王金增，92岁，中国政治人物，宁夏银川市交通局原局长。[283]

### 3日
- 刘伟庆，56岁，中国土木工程专家，南京工业大学原副校长（2004年－2018年）。[284]
- 郑东升，58岁，中国摄影家，深圳特区报摄影记者。[285]
- 贾姆希德丁·卡卡哈尔（英语：Mian Jamshed Uddin Kakakhel），65歲，巴基斯坦政治人物，死於2019冠狀病毒病。[286]
- 肖卡特·曼苏尔·奇马（英语：Shaukat Manzoor Cheema），66歲，巴基斯坦政治人物，死於2019冠狀病毒病。[287][288]
- 项求毅，78岁，中国信鸽活动家，武汉市信鸽协会原副秘书长，武汉福齐赛鸽俱乐部总经理。[289]
- 任梦琪，81岁，中国政治人物，铜川市政协原主席。[290]
- 李其炎，82岁，中国政治人物，原北京市市长（1993年－1996年）。[291]
- 韦利·莱赫泰莱（芬蘭語：Veli Lehtelä），84岁，芬兰赛艇运动员。[292]
- 考斯·伊什特万（匈牙利語：Kausz István），87岁，匈牙利男子击剑运动员。[293]
- 洪志光，89岁，中国政治人物，安徽省淮南市人大常委会原副主任。[294]
- 牛畏予，93岁，中国摄影家，原新华社摄影记者。[295]
- 刘稼祥，94岁，中国画家，南京师范大学美术学院副教授。[296]
- 戴锦庚，101岁，中国人瑞，原四川省重庆市人民检察院法纪处处长。[297]

### 2日
- 鄭在勳（韓語：정재훈），31歲，韓國樂隊Monopoly的主唱，死於癌症[298][299]。
- 克里斯·特鲁兹德尔（英语：Chris Trousdale），34歲，美國演員、歌手，死於2019冠狀病毒病。[300]
- 于铁夫，42岁，中国医师，齐齐哈尔市第一医院主治医师，死於呼吸心脏骤停。[301]
- 胡卫锋，42岁，中国医师，武汉中心医院医生，死于新型冠状病毒肺炎并发脑出血。[302]
- 吴拉姆·穆尔塔扎·俾路支（英语：Ghulam Murtaza Baloch），55歲，巴基斯坦政治人物，死於2019冠狀病毒病。[303][304]
- 杨祥波，57岁，中国企业人物，岁宝集团创始人，第八、九、十、十二届全国政协委员。[305]
- 王陆军，64岁，中国政治人物，南通市第三人民医院原党委书记、院长，全国劳动模范。[306]
- ，74歲，美國前職業籃球運動員，死於肺炎。[307]
- 雷华生，86岁，中国政治人物，原广西壮族自治区对外经济贸易委员会委员。[308]
- 马云福，88岁，中国政治人物，中国伊斯兰教协会原副会长。[309]
- 让-克洛德·阿梅尔（法語：Jean-Claude Hamel），90岁，法国商人，原主席（1963年－2009年）。[310]

### 1日
- 周光晖，67岁，中国企业人物，香港董事学会副主席（2006年－2008年），香港會計師公會会长（2005年）。[311][312]
- 吴华，77岁，中国民族音乐作曲家、指挥家，中国戏曲学院教授。[313]
- 吴木生，77岁，中国世界近现代史专家，南开大学历史学院教授。[314]
- 约翰·哈蒂根（英語：John Hartigan），80岁，美国赛艇运动员。[315]
- 米罗斯拉夫·斯科里克（烏克蘭語：Мирослав Скорик），81岁，乌克兰作曲家，乌克兰柴可夫斯基音乐学院教授。[316]
- 曾瑞生，84岁，中国军事人物，原解放军空军工程学院政委、兰州军区空军副政委兼纪委书记。[317]
- 胡必显，86岁，中国武警警官，原武警江西省总队南昌市支队支队长。[318]
- 张伯荣，87岁，中国教育管理工作者，南京师范大学原副校长。[319]
- 王冶，91岁，中国政治人物，中共湛江市委原书记。[320]
- 哈维尔·阿尔瓦·奥兰迪尼（英语：Javier Alva Orlandini），92歲，秘魯政治人物，前副總統（1980年－1985年）、國會主席（1981年－1982年）。[321]

## 日期不明
- 焦茶，日本繪師，「幽靈東京」插畫師，事故。[322]
- 金樹基（84歲），台灣退休外交官，末任駐韓大使。病逝[323]。